# Soare Sterian
Soare Sterian   (1906 - 1970) va ser un jugador de rugbi a 15 romanès que va competir en els anys posteriors a la Primera Guerra Mundial.
El 1924 va ser seleccionat per jugar amb la selecció de Romania de rugbi a 15 que va prendre part en els Jocs Olímpics de París, on guanyà la medalla de bronze. Els dos partits disputats als Jocs foren els únics disputats amb la selecció nacional.